# Salt Lake Sting
Salt Lake Sting war ein US-amerikanisches Fußball-Franchise aus Salt Lake City, der größten Stadt und Hauptstadt des US-Bundesstaates Utah. Das Franchise wurde im September 1989 gegründet und gehörte ab diesem Jahr bis Anfang des darauffolgenden Jahres der Western Soccer League an. Ohne jemals ein Spiel in dieser Liga bestritten zu haben, war das Franchise, nach der Fusion der Western Soccer League mit der American Soccer League zur American Professional Soccer League, bis zu seiner Auflösung im Juli 1991 in der letztgenannten Liga aktiv.

## Geschichte
Das Franchise Salt Lake Sting wurde im September 1989 als Expansion Team der Western Soccer League, einer kurzlebigen Profiliga an der Westküste der Vereinigten Staaten und in Westkanada, gegründet. Als Eigentümer trat Jack Donovan mit weiteren Geschäftspartnern in Erscheinung, wobei allesamt auch Teilhaber der Salt Lake Trappers, einem von 1985 bis 1992 bestehenden Minor-League-Baseballteam waren. Einer der bekanntesten Teilhaber der Baseballmannschaft war der Schauspieler und Komiker Bill Murray, dem fünf Prozent des Franchises gehörten, jedoch nicht beim Fußballteam investierte. Seine Spielstätte, das über 40 Jahre alte Derks Field, teilte sich die Fußballmannschaft mit der Baseballmannschaft. Das Fußballfeld wurde, was heute als unbeholfen beschrieben wird, über das Baseballfeld gezogen, was zur Folge hatte, dass nicht die gesamte Fläche von Gras bedeckt war, sondern vor allem im Bereich des Infields lockere Erde war. Umgehend nach der Gründung des Franchises schloss es sich gegen Ende des Jahres 1989 der Western Soccer League an. Diese war gerade dabei sich mit der an der Ostküste der Vereinigten Staaten beheimateten American Soccer League zu fusionieren. Zusammen bildeten die beiden Ligen im Jahre 1990 schließlich erstmals die American Professional Soccer League, kurz APSL. Anzumerken ist dabei, dass die Western Soccer League in diesem Spieljahr gleichzeitig als die Western Conference der Liga fungierte und die American Soccer League hingegen die Eastern Conference darstellte. Dies wurde im nachfolgenden Spieljahr 1991, als sich die beiden Ursprungsligen bereits aufgelöst hatten, wieder abgeändert, sodass fortan eine American Conference und eine Eastern Conference existierte.
Unter dem Cheftrainer Laurie Calloway startete Sting ins Spieljahr 1990 und brachte dabei einen konkurrenzfähigen Kader zustande, der es im Endklassement der regulären Spielzeit auf zwölf Siege und acht Niederlagen aus 20 Meisterschaftspartien brachte. Als Zweitplatzierter der North Division, einer von zwei Divisions der Western Soccer League (Western Conference) und eine von vier Divisions der gesamten Liga, schaffte es Salt Lake Sting in die saisonabschließenden Play-offs. Auf eine 0:2-Niederlage im Hinspiel des Erstrundenspiels folgte eine noch klarere 1:4-Niederlage im Rückspiel, was das vorzeitige Aus für Sting in den Play-offs bedeutete. Dennoch verfügte das Franchise in diesem Jahr zum Teil über die offensivstärksten Spieler. Hinter Chance Fry von Seattle Storm wurde der Sting-Stürmer und -Mittelfeldspieler George Pastor mit 14 Treffern, neun Torvorlagen und 37 Scorerpunkten zweitbester Torschütze der Liga. Mit Derek Sanderson, der es mit elf Tore, sechs Assists und 28 Scorerpunkten auf den fünften Platz brachte, hatte das Franchise einen weiteren offensivstarken Akteur im Kader. George Pastor wurde am Ende der Saison ins Western Soccer League (Western Conference) First Team All League gewählt, sein Teamkollege Dzung Tran schaffte es als Mittelfeldspieler ins Western Soccer League (Western Conference) Second Team All League. In dieser Zeit verfügte Salt Lake Sting noch über eine große Zuschauerzahl und verzeichnete im ersten Heimspiel gegen die San Diego Nomads im April 9.439 Zuseher, was einen WSL-Rekord bedeutete. Einen weiteren Ligarekord konnte das Franchise zu Saisonende verzeichnen, als es bei den zehn Heimspielen dieses Spieljahres auf knapp 54.000 Zuschauer kam.
Obgleich dieses für Sting doch recht erfolgreichen Jahres verloren der Eigentümer Donovan und die anderen Investoren viel Geld. Deshalb entschloss sich das Investmentteam im Dezember 1990 das Franchise zu verkaufen. Nachdem sich jedoch im Laufe der Zeit kein Käufer finden konnte, wurde Salt Lake Sting reorganisiert und fortan als Non-Profit-Organisation unter der Leitung von Mike Silva weitergeführt. Das Franchise sollte dabei zur zwischenzeitlich so geführt werden, bis sich neue Investoren gefunden hätten. Die sogenannte Sting Foundation bat in weiterer Folge Firmensponsoren das Team finanziell zu unterstützen, wobei die Sponsoren nur zögerlich agierten, da die Zuschauerzahl nach dem Rekordjahr 1990 im darauffolgenden Jahr drastisch eingebrochen war. So verfolgten das erste Spiel im Derks Field des Spieljahres 1991 an einem regnerischen Tag weniger als 1.000 Besucher. Zwei Wochen nach Beginn des Spieljahres 1991 hatte die von Silva geführte Organisation kein Geld mehr und war gezwungen sich zurückzuziehen. In weiterer Folge musste die American Professional Soccer League selbst einspringen und die Gehälter des Franchises bezahlen. Zwischenzeitlich war auch der Cheftrainer Laurie Calloway abgewandert und hatte beim Ligakonkurrenten San Francisco Bay Blackhawks eine neue Trainertätigkeit gefunden.
Als neuer Trainer von Salt Lake Sting trat der sowjetische Emigrant Valery Volostnykh, vom Herrenfußballteam der UC Santa Barbara kommend, in Erscheinung. Die Topoffensivkräfte des Vorjahres, George Pastor und Derek Sanderson, hängten noch ein weiteres Jahr beim Franchise aus Salt Lake City an und konnte zumindest zeitweilig auf ähnlichem Niveau als 1990 in Erscheinung treten. Fred Gray, Sportdirektor von Sting (Director of Soccer Operations), meinte noch zu Saisonbeginn 1991, das die Organisation nun viel besser aufgestellt sei, als noch ein Jahr zuvor. Am 5. Juli 1991 endete die Geschichte von Salt Lake Sting jedoch schlagartig. Die Ligaführung der APSL war es leid das Franchise, das zu diesem Zeitpunkt drei Siege und sieben Niederlagen aus zehn Meisterschaftsspiel verzeichnete, und stoppte die Geldzahlungen an das aussichtslose Franchise und löste es mitten unter der laufenden Saison auf. Die torgefährlichsten Spieler von Sting waren zu diesem Zeitpunkt erneut Pastor (mit sechs Toren) und Sanderson (mit drei Treffern). Die restlichen zehn Meisterschaftspartien wurden als Niederlagen von Salt Lake Sting und somit als Siege derer Kontrahenten gewertet. Das Spieljahr 1991 beendete das Franchise aus diesem Grund auch weit abgeschlagen auf dem letzten Platz der Western Conference (Divisions als Unterteilung gab es in diesem Jahr nicht mehr).
Über 20 Jahre nach der Gründung meinte der damalige Assistant General Manager des Franchises, Dave Baggott, Fußball zum damaligen Zeitpunkt gehasst zu haben und schon nicht wirklich begeistert gewesen zu sein, als ihn Jack Donovan diesbezüglich ins Team holte. Baggott war bereits damals dem Baseballsport zugeneigt und holte, nachdem er bereits bei den Salt Lake City Trappers maßgeblich beteiligt war, im Jahre 1993 die Ogden Raptors nach Ogden. General Manager von Salt Lake Sting war Mark Hugo.

## Erfolge
Western Soccer League (Western Conference) First Team All League
- George Pastor (1990)

Western Soccer League (Western Conference) Second Team All League
- Dzung Tran (1990)